# Nikolai Wladimirowitsch Sinesubow
Nikolai Wladimirowitsch Sinesubow (russisch Николай Владимирович Синезубов; * 1891 in Moskau; † 1956 in Paris) war ein Künstler der russischen Avantgarde, der Beiträge zum Stil der Neuen Sachlichkeit in der Kunst leistete. 

## Leben und Werk
Sinesubow studierte von 1912 bis 1917 an der Moskauer Universität für Malerei, Bildhauerei und Baukunst. 
1919 bekam er den Auftrag zur Gestaltung der Titelseite der russischen Zeitschrift für Proletarierkultur Création, die für das Presseministerium herausgegeben wurde. 
1920 nahm er an der Ausstellung der Vier in Moskau teil, zusammen mit Kandinsky, Rodschenko und Warwara Stepanowa. 
Die Jahre 1922 und 1923 verbrachte er in Berlin. Die Erste Russische Kunstausstellung Berlin 1922 zeigte seine Gemälde Pensa, Frisör und Toilette sowie das Bild Zöllner und Pharisäer und Frau als einen Kupferdruck. 
Im Jahre 1927 hatte er eine Einzelausstellung in der Staatlichen Akademie der Kunstwissenschaften (GAChN). 
Nach 1928 emigrierte er nach Frankreich, wo er seine stilistische Affinität zu Tendenzen der Neuen Sachlichkeit und des Magischen Realismus beibehielt.

## Werke (Auswahl)
- um 1925 Komposition, Öl auf Leinwand, 64,5 × 81 cm, Galerie Gmurzynska, Köln – 1985 Sammlung Ludwig, Köln, ML1400, Neg. 195572